# Фракция КПРФ в Государственной думе I созыва
Фракция КПРФ в Государственной думе первого созыва — депутатское объединение КПРФ в Госдуме первого созыва (1994—1995).
13—14 февраля 1993 года прошёл II чрезвычайный съезд Коммунистической партии РСФСР, на котором она была восстановлена и переименована в Коммунистическую партию Российской Федерации (КПРФ). Председателем Центрального исполнительного комитета КПРФ был Геннадий Зюганов.
В сентябре 1993 года КПРФ осудила разгон Верховного Совета Б. Ельциным, а после 4 октября её деятельность была на несколько дней запрещена властями.
26 октября 1993 года КПРФ выдвинула свой общефедеральный предвыборный список кандидатов, который получил на выборах 12,40 % (6 666 402 голоса) и 32 места в Госдуме. 10 кандидатов от КПРФ победили в одномандатных округах.
13 января 1994 года фракция КПРФ была зарегистрирована в составе 45 депутатов. На пост председателя Думы фракция выдвинула Валентина Ковалёва, который снял свою кандидатуру в пользу Ивана Рыбкина. Фракция получила должности заместителя председателя Думы (В. Ковалёв), председателей комитетов по безопасности (В. Илюхин), по делам общественных объединений и религиозных организаций (В. Зоркальцев), 7 заместителей председателей Комитетов и председателя Мандатной комиссии (В. Севастьянов).

## Деятельность
23 февраля 1994 года фракция голосовала за амнистию членов ГКЧП и участников событий сентября-октября 1993 года. Они были освобождены после опубликования постановления об амнистии.
22 октября 1994 года на пленуме ЦИК КПРФ партия потребовала от премьер-министра России Черномырдина отставки как минимум Чубайса, Шохина, Козырева, Ерина и Грачёва. 27 октября 1994 года за недоверие правительству Черномырдина проголосовали 45 из 46 депутатов фракции, не голосовал вице-спикер В. Ковалёв.
21 июня и 1 июля 1995 года фракция вновь голосовала за недоверие правительству Черномырдина.
В июне—июле 1995 года фракция собрала 150 подписей, чтобы начать процедуру импичмента Президента. Однако 12 июля 1995 года в Думе не набралось 226 голосов за решение о создании специальной комиссии по выдвижению обвинения («за» — 168).

## Список депутатов
1 ноября 1994 года неизвестными был избит депутат В. С. Мартемьянов, 5 ноября он умер в больнице. 18 ноября его мандат передан В. А. Леончеву.
В. Ковалёв после назначения его министром юстиции 10 января 1995 года был исключён из состава фракции. Как заявила фракция, «при сохранении нынешнего антинародного курса президента и правительства не может быть никакой речи об участии коммунистов в правительстве, виновном в разрушении нашей великой страны».
6 февраля 1995 года во фракцию перешёл А. И. Лукьянов, состоявший в группе С. Н. Бабурина «Российский путь». 14 мая 1995 года на довыборах в Коломенском округе победил кандидат от КПРФ Г. С. Титов.
1. Апарина, Алевтина Викторовна
2. Астраханкина, Татьяна Александровна
3. Баюнов, Владимир Александрович
4. Беспалов, Иван Михайлович
5. Биндюков, Николай Гаврилович
6. Боков, Владимир Анатольевич
7. Братищев, Игорь Михайлович
8. Волков, Владимир Николаевич
9. Гончаров, Николай Николаевич
10. Гордеев, Анатолий Николаевич
11. Гостев, Руслан Георгиевич
12. Гудима, Тамара Михайловна
13. Зайцев, Александр Николаевич
14. Зеленин, Владимир Михайлович
15. Зоркальцев, Виктор Ильич
16. Зюганов, Геннадий Андреевич
17. Иванов, Юрий Павлович
18. Илюхин, Виктор Иванович
19. Ионов, Анатолий Васильевич
20. Карташов, Владимир Петрович
21. Костерин, Евгений Алексеевич
22. Красницкий, Евгений Сергеевич
23. Леонов, Юрий Юрьевич
24. Леончев, Владимир Александрович
25. Лукьянов, Анатолий Иванович
26. Миронов, Олег Орестович
27. Михайлов, Александр Николаевич
28. Никитин, Валентин Иванович
29. Олейник, Любовь Васильевна
30. Петровский, Леонид Николаевич
31. Плетнёва, Тамара Васильевна
32. Пономарёв, Алексей Алексеевич
33. Потапенко, Александр Фёдорович
34. Решульский, Сергей Николаевич
35. Севастьянов, Виталий Иванович
36. Севенард, Юрий Константинович
37. Селезнёв, Геннадий Николаевич
38. Семаго, Владимир Владимирович
39. Титов, Герман Степанович
40. Филимонов, Вадим Донатович
41. Фролов, Александр Константинович
42. Фролов, Владимир Афанасьевич
43. Цику, Казбек Асланбечевич
44. Чикин, Валентин Васильевич
45. Шевелуха, Виктор Степанович
46. Шенкарев, Олег Александрович